# Dr. Hook and the Medicine Show
Dr. Hook & The Medicine Show var et amerikansk pop/country rockband som blev stiftet i Union City, New Jersey i 1968. Oprindeligt bestod bandet af Ray Sawyer og Dennis Locorriere. Billy Francis, Jay David og George Cummings var også en del af den oprindelige besætning, men der blev dog udskiftet en hel del medlemmer med årene.
Gruppen spillede en blanding af rock, country, soul og pop og var kendt for sin humor og specielle liveoptrædender.
Deres bedst kendte sange er Sylvia's Mother, When you're in love with a beautiful woman og Cover Of The Rolling Stone.
Dr. Hook / Ray Sawyer har gentagne gange optrådt på danske scener, og i forbindelse med et interview på Midtfyns Festival i 1991 fortalte Ray Sawyer at Dr. Hook og han altid havde haft et specielt forhold til Danmark og Norge; De slog igennem i Skandinavien før det blev kendte i USA,[kilde mangler] sandsynligvis fordi deres humor passede bedre til Dansk og Norsk mentalitet end til amerikansk.[kilde mangler]

## Medlemmer
- Billy Francis - keyboard (1967-1985; død 2010)
- Ray Sawyer - vokal, guitar, percussion, congas, maracas 1967-1983; død 2018)
- George Cummings - lead og hawaiiguitar, vocal (1967-1975)
- Bobby Dominguez - trommer (1967)
- Jimmy "Wolf Cub" Allen - bas (1967)
- Dennis Locorriere - vokal, guitar, bas, mundharmonika (1967-1985)
- Popeye Phillips - trommer (1967-1968)
- Joseph Olivier - trommer (1968)
- John "Jay" David - trommer (1968-1973)
- Rik Elswit - lead guitar (1972-1985)
- Jance Garfat - bas (1972-1985; died 2006)
- John Wolters - trommer (1973-1982, 1983-1985; died 1997)
- Bob 'Willard' Henke - guitar (1976-1980)
- Rod Smarr - guitar (1980-1985; died 2012)
- Walter Hartman - trommer (1982-1983)
- Nancy Nash - baggrundsvokal (1977-1979)
- Carol Parks - baggrundsvokal (1977-1979)

## Diskografi
| Year | Album                                      | Peak chart positions | Peak chart positions | Peak chart positions | Peak chart positions | Peak chart positions |
| Year | Album                                      | US                   | US Country           | CAN                  | UK                   | DEN                  |
| ---- | ------------------------------------------ | -------------------- | -------------------- | -------------------- | -------------------- | -------------------- |
| 1971 | Doctor Hook (reissued as Sylvia's Mother)  | 45                   | —                    | 38                   | —                    | 5                    |
| 1972 | Sloppy Seconds                             | 41                   | —                    | 16                   | —                    | —                    |
| 1973 | Belly Up!                                  | 141                  | —                    | —                    | —                    | 7                    |
| 1975 | Bankrupt                                   | 141                  | —                    | —                    | —                    | 2                    |
| 1976 | A Little Bit More                          | 62                   | 18                   | 69                   | 5                    | 1                    |
| 1977 | Makin' Love and Music                      | —                    | —                    | —                    | 39                   | —                    |
| 1978 | Pleasure and Pain                          | 66                   | 17                   | 93                   | 47                   | —                    |
| 1979 | Sometimes You Win                          | 71                   | —                    | 59                   | 14                   | —                    |
| 1980 | Rising                                     | 175                  | —                    | —                    | 44                   | —                    |
| 1981 | Live in the U.K. (US title: Dr. Hook Live) | —                    | —                    | —                    | 90                   | —                    |
| 1982 | Players in the Dark                        | 118                  | —                    | —                    | —                    | —                    |
| 1983 | Let Me Drink From Your Well                | —                    | —                    | —                    | —                    | —                    |

## Eksterne henvisning
- Almost Everything You Ever Wanted To Know About Dr. Hook Arkiveret 30. juni 2007 hos  Wayback Machine
- En fanside Arkiveret 18. juni 2007 hos  Wayback Machine

| Musikgruppe | Spire Denne artikel om en amerikansk musikgruppe er en spire som bør udbygges. Du er velkommen til at hjælpe Wikipedia ved at udvide den. |